# Lluïsa Sofia de Danneskiold-Samsøe
Lluïsa Sofia Danneskiold-Samsøe (en danès Louise Danneskjold-Samsøe) va néixer a la ciutat danesa de Gisselfeld el 22 de setembre de 1796 i va morir a Przemkow (Polònia) l'11 de març de 1867. Era filla de Cristià Conrad de Danneskiold-Samsoe (1774-1823) i de Joana Enriqueta Kaas (1776-1843). Una família relacionada amb els reis de Dinamarca, d'una branca il·legítima de la Casa d'Oldenburg.
El 1820 es va casar amb Cristià August II de Schleswig-Holstein-Sonderburg-Augustenburg (1798-1869), fill de Frederic Cristià II, duc d'Augustenburg i de Lluïsa Augusta de Dinamarca, la germana del rei Frederic VI de Dinamarca. Fills:
- Frederic August (1829-1880), duc de Schleswig-Holstein-Sonderburg-Augustenburg, casat amb la princesa Adelaida de Hohenlohe.
- Cristià Carles August (1831-1917), casat amb la princesa Helena del Regne Unit.
- Lluïsa Augusta (1823-1872)
- Carolina Amàlia (1826-1901)
- Carolina Cristiana (1833-1917)